# 波伊托
波伊托（Poetto）是位於義大利撒丁島城市卡利亞里的一處海灘，也是卡利亞里最著名的海灘，長度約8公里。海灘的名字來自於一座塔樓。現在波伊托也是卡利亞里知名的旅遊景點。

## 外部連結
维基共享资源上的相關多媒體資源：Cagliari
- Information and old pictures (Italian) （页面存档备份，存于）